# Rancho Grande (Nicaragua)
Pour les articles homonymes, voir Rancho Grande.
Rancho Grande est une municipalité nicaraguayenne du département de Matagalpa au Nicaragua.